# كاري شنايدر
كاري شنايدر (بالإنجليزية: Carrie Schneider)‏ هي مصورة أمريكية، ولدت في 1979.